# Zahnwurzel

Aufbau eines Zahns
(schematischer Längsschnitt)

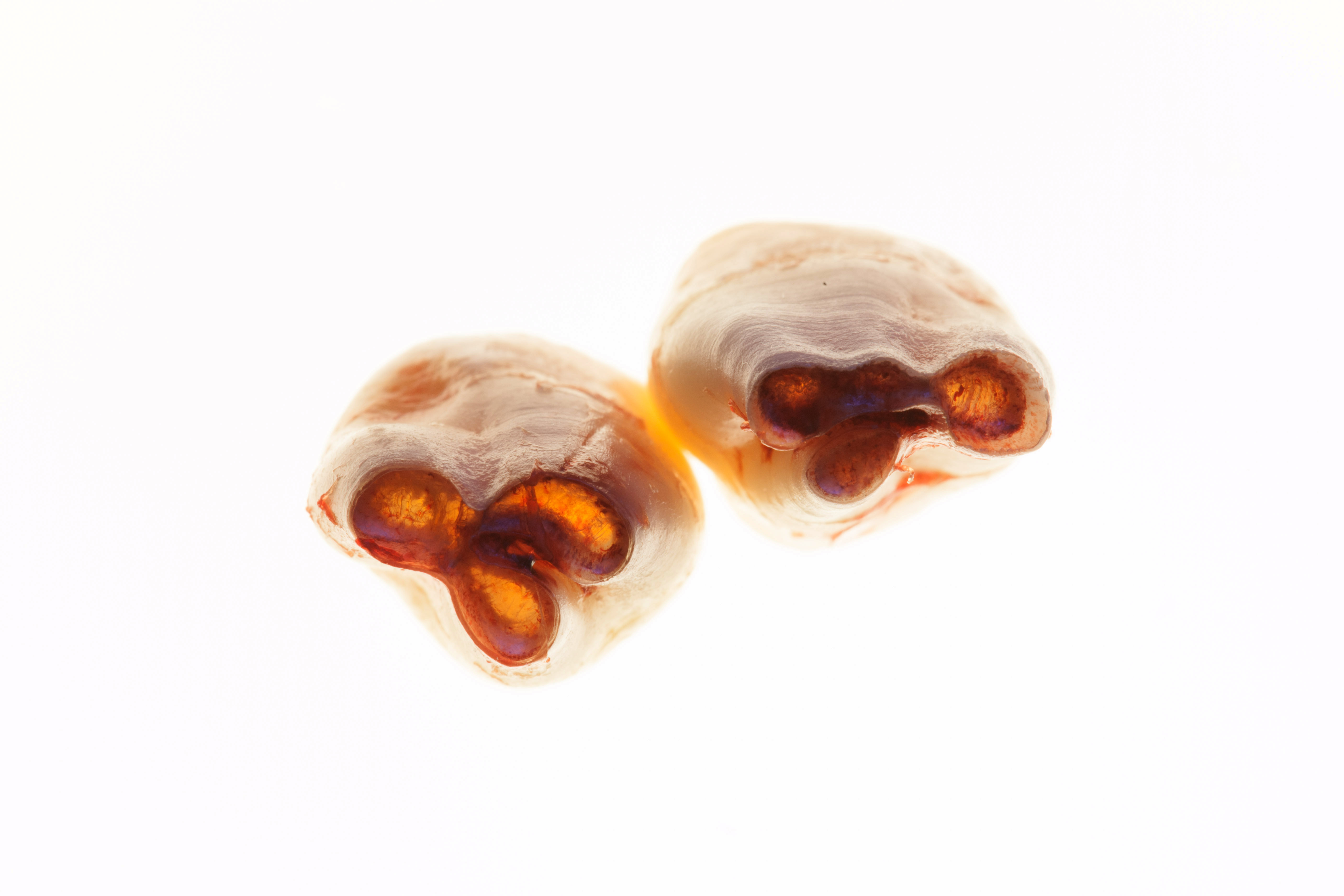
Die Wurzelkanäle zweier nicht fertig entwickelter, extrahierter Weisheitszähne

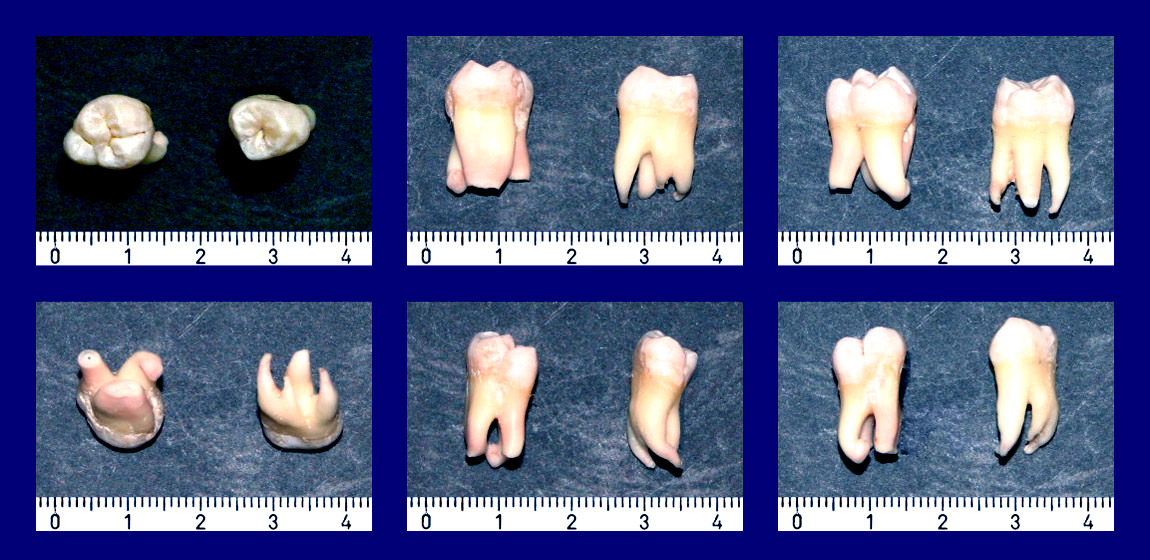
Variationen der oberen und unteren Weisheitszähne

Eine Zahnwurzel (Latein: Radix dentis) ist der Teil eines Zahnes, der unterhalb der Zahnkrone liegt und den Zahn im Zahnfach des Kiefers befestigt. Der Übergang zwischen Zahnkrone und Zahnwurzel ist der Zahnhals. Die Zahnwurzel besteht überwiegend aus dem Zahnbein (Dentin), das vom Wurzelzement bedeckt ist, der von Zementoblasten gebildet wird. Eine Zahnwurzel verjüngt sich bei vielen Zähnen zur Wurzelspitze hin, weist demnach eine  konische Form auf.

## Aufbau einer Zahnwurzel
Von der Pulpahöhle verläuft die Zahnpulpa, die Blutgefäße und Nervenfasern enthält, in einem oder mehreren Wurzelkanälen in Richtung der Wurzelspitze (Apex dentis) und tritt durch eine Öffnung, das Foramen apicale dentis, in den Alveolarknochen aus.

## Bleibende Zähne
Die menschlichen Zähne haben unterschiedlich viele Wurzeln (Canales radices dentes). Der erste obere Prämolar hat zwei Wurzeln, der zweite obere Prämolar meist nur eine Wurzel. Zahnwurzeln sind häufig teilweise zusammengewachsen, oder einwurzelige Zähne trennen sich zu zwei Wurzelspitzen, wie gelegentlich bei oberen Eckzähnen zu beobachten ist. Pro Wurzel findet sich mindestens ein Wurzelkanal (Canalis radicis dentis) Anomalien der Wurzeln kommen vor. Normalerweise haben Schneidezähne (Incisivi) und Eckzähne (Canini) eine Wurzel mit einem Wurzelkanal, die kleinen Backenzähne (Praemolaren) ein bis zwei Wurzeln mit ebenso vielen Wurzelkanälen. Die Wurzeln der Weisheitszähne können sehr variabel sein, sowohl was die Anzahl als auch die Form betrifft. Einige Wurzelformen bergen die Gefahr der Wurzelfraktur bei einer notwendigen Zahnextraktion. Die vollständige Aufbereitung der Wurzelkanäle dieser Zähne bei Wurzelkanalbehandlungen ist oft nicht möglich.
Die Trennungsstelle von zwei Wurzeln wird als Bifurkation bezeichnet, die von drei Wurzeln Trifurkation.

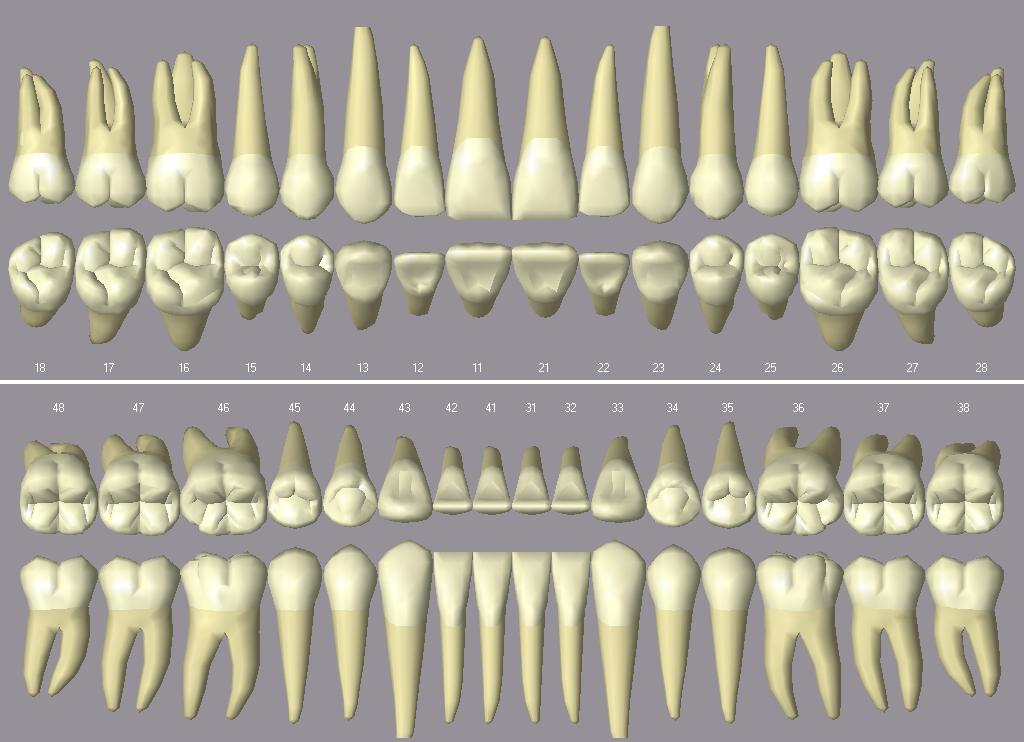
Die bleibenden Zähne des menschlichen Gebisses (jeder Zahn in zwei Ansichten)

### Anzahl der Wurzeln und Wurzelkanäle
Die Anzahl der Zahnwurzeln und Wurzelkanäle der bleibenden Zähne sind in der folgenden Tabelle wiedergegeben, wobei Abweichungen möglich sind. Die mesial gelegene Wurzel der unteren Molaren besitzt in der Regel zwei Wurzelkanäle. In der Tabelle ist die prozentuale Häufigkeit der Anzahl der Wurzeln (nach Ingle) und die prozentuale Häufigkeit der Anzahl der Wurzelkanäle (nach Schumacher) angegeben.
| Zähne       | Anzahl der Zahnwurzeln | Anzahl der Wurzelkanäle          |
| ----------- | ---------------------- | -------------------------------- |
| Oberkiefer  |                        |                                  |
| 11, 21      | 1                      | 1                                |
| 12, 22      | 1                      | 1                                |
| 13, 23      | 1                      | 1                                |
| 14, 24      | 1 2 (>60 %) 3          | 1 ( 9,0 %) 2 (85,0 %) 3 ( 6,0 %) |
| 15, 25      | 1 (>85 %) 2            | 1 (75,0 %) 2 (24,0 %) 3 ( 1,0 %) |
| 16, 26      | 3                      | 3 (41,1 %) 4 (56,5 %) 5 ( 2,4 %) |
| 17, 27      | 3                      | 3 4                              |
| 18, 28      | variabel               | variabel                         |
| Unterkiefer |                        |                                  |
| 31, 41      | 1                      | 1 (70,1 %) 2 (29,9 %) 3 ( 0,5 %) |
| 32, 42      | 1                      | 1 (56,9 %) 2 (43,1 %)            |
| 33, 43      | 1                      | 1 (94,0 %) 2 ( 6,0 %)            |
| 34, 44      | 1 (74,0 %) 2 (26,0 %)  | 1 (73,5 %) 2 (26,0 %) 3 ( 0,5 %) |
| 35, 45      | 1 (85,0 %) 2 (15,0 %)  | 1 (85,5 %) 2 (13,0 %) 3 ( 0,5 %) |
| 36, 46      | 2                      | 2 ( 6,7 %) 3 (64,4 %) 4 (28,9 %) |
| 37, 47      | 2                      | 2 3 4                            |
| 38, 48      | variabel               | variabel                         |

## Milchzähne
Milchzähne haben, wenn sie vollständig ausgewachsen sind, ebenfalls Zahnwurzeln. Die Milchschneidezähne und -eckzähne haben eine Wurzel, die Milchmolaren haben im Unterkiefer zwei und im Oberkiefer drei Wurzeln. Anomalien sind im Milchgebiss sehr selten. Beim Zahnwechsel (6. bis 12. Lebensjahr) mit dem dadurch bedingten normalen Verlust der Milchzähne werden die Milchzahnwurzeln durch die nachdrängenden bleibenden Zähne resorbiert (aufgenommen) und scheinen keine Wurzeln (gehabt) zu haben.

### Anzahl der Milchzahnwurzeln und Wurzelkanäle
Die Anzahl der Zahnwurzeln und Wurzelkanäle der Milchzähne sind in der folgenden Tabelle wiedergegeben, wobei Abweichungen möglich sind.

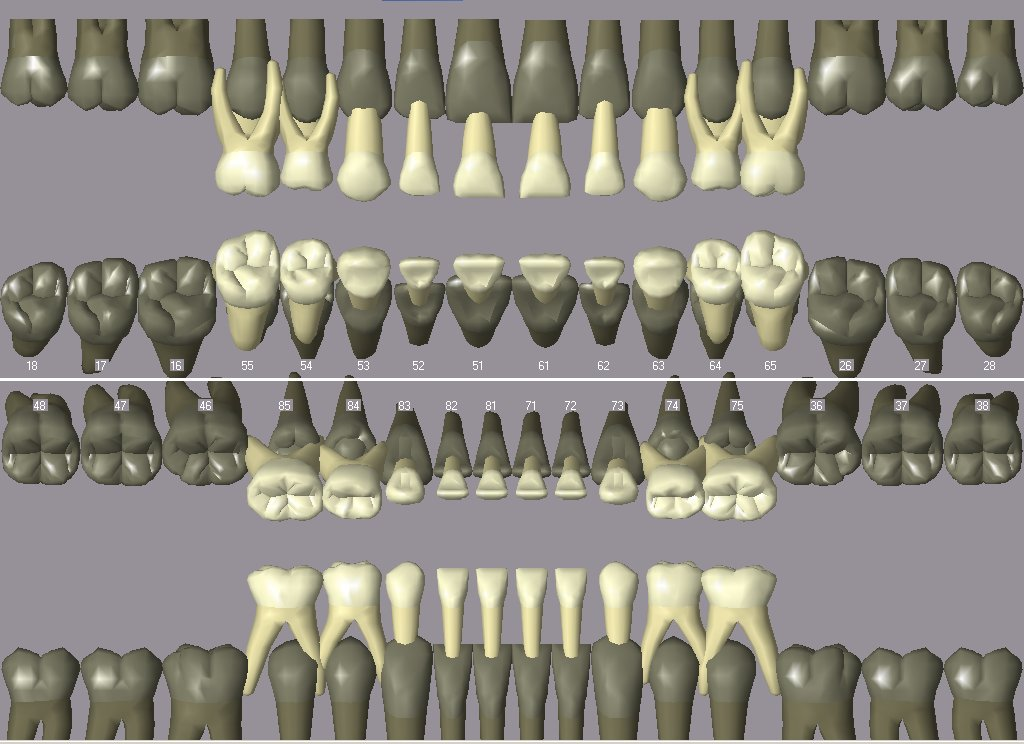
Alle Zähne des menschlichen Gebisses (jeder Zahn in zwei Ansichten).
Die Milchzähne sind hell dargestellt.

| Zähne       | Anzahl der Zahnwurzeln | Anzahl der Wurzelkanäle |
| ----------- | ---------------------- | ----------------------- |
| Oberkiefer  |                        |                         |
| 51, 61      | 1                      | 1                       |
| 52, 62      | 1                      | 1                       |
| 53, 63      | 1                      | 1                       |
| 54, 64      | 3                      | 3                       |
| 55, 65      | 3                      | 3                       |
| Unterkiefer |                        |                         |
| 71, 81      | 1                      | 1                       |
| 72, 82      | 1                      | 1                       |
| 73, 83      | 1                      | 1                       |
| 74, 84      | 2                      | 2                       |
| 75, 85      | 2                      | 2                       |

## Künstliche Zahnwurzeln
Künstliche Zahnwurzeln sind Zahnimplantate, die nach Extraktion von bleibenden Zähnen oder bei Nichtanlage von Zähnen in den Kieferknochen eingepflanzt werden. Auf diese künstliche Zahnwurzel wird eine Zahnkrone aufgesetzt oder daran Zahnersatz (Brücke, Prothese) befestigt.